# Shield Nunatak
Der Shield Nunatak (englisch für Schild-Nunatak) ist ein markanter Nunatak in Form einer Gruppe mehrerer Vulkankegel an der Scott-Küste des ostantarktischen Viktorialands. Am Nordufer der Terra Nova Bay ragt er an der Ostflanke der Mündung des Campbell-Gletschers auf.
Wissenschaftler einer von 1965 bis 1966 durchgeführten Kampagne im Rahmen der New Zealand Geological Survey Antarctic Expedition benannten ihn so, weil er sie an einen Schild der Wikinger erinnerte.